# Phocoena
Phocoena ist eine Gattung der Schweinswale (Phocoenidae), zu der vier der insgesamt sechs Arten der Familie gezählt werden.

## Merkmale
Phocoena-Arten werden maximal 1,5 bis 2,30 Meter lang. Im Unterschied zu den nah verwandten Delfinen haben sie einen abgerundeten Kopf, sind schnabellos und besitzen keine konischen, sondern stift- oder spatelförmige Zähne. Ihre Rückenseite ist für gewöhnlich grau bis dunkelgrau, beim Burmeister-Schweinswal auch schwarz und beim Brillenschweinswal blauschwarz, die Bauchseite hell oder weißlich gefärbt. Der Übergang ist verschwommen oder scharf abgegrenzt (Burmeister-Schweinswal und Brillenschweinswal).
Vom Glattschweinswal (Neophocaena phocaenoides) unterscheiden sich die Phocoena-Arten u. a. durch den Besitz einer Finne, die oft innerhalb einer Art variabel geformt ist und dreieckig, sichelförmig oder groß und abgerundet sein kann.
Im Unterschied zum Weißflankenschweinswal (Phocoenoides dalli) besitzen die Phocoena-Arten, mit Ausnahme von alten Männchen des Burmeister-Schweinswals, keinen erhöhten Schwanzstiel.

## Arten
- Brillenschweinswal (Phocoena dioptrica)
- Gewöhnlicher Schweinswal (Phocoena phocoena)
- Kalifornischer Schweinswal (Phocoena sinus)
- Burmeister-Schweinswal (Phocoena spinipinnis)

## Verbreitung
Der Gewöhnliche Schweinswal bewohnt küstennahe gemäßigte Meere der Nordhalbkugel, der Brillenschweinswal lebt zirkumpolar in den Ozeanen der Südhalbkugel. Die Küsten des mittleren und südlichen Südamerika sind die Heimat des Burmeister-Schweinswals; der vom Aussterben bedrohte Kalifornische Schweinswal hat ein winziges Verbreitungsgebiet im Norden des Golf von Kalifornien.

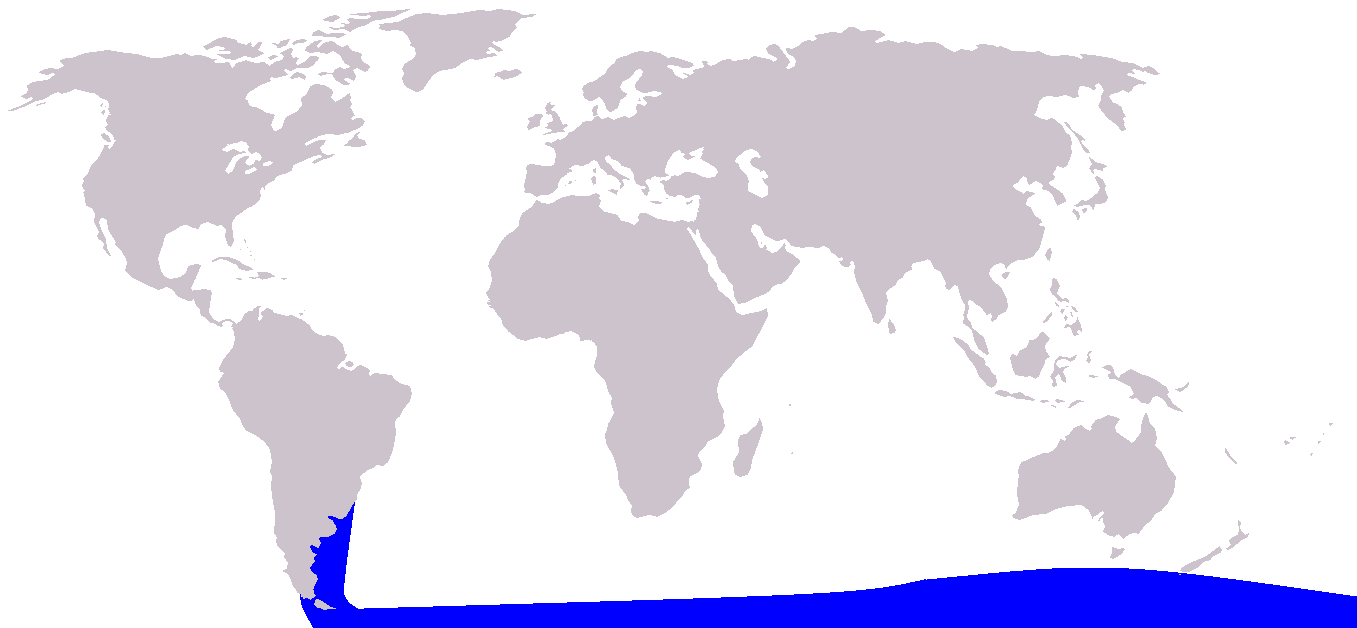
Brillenschweinswal
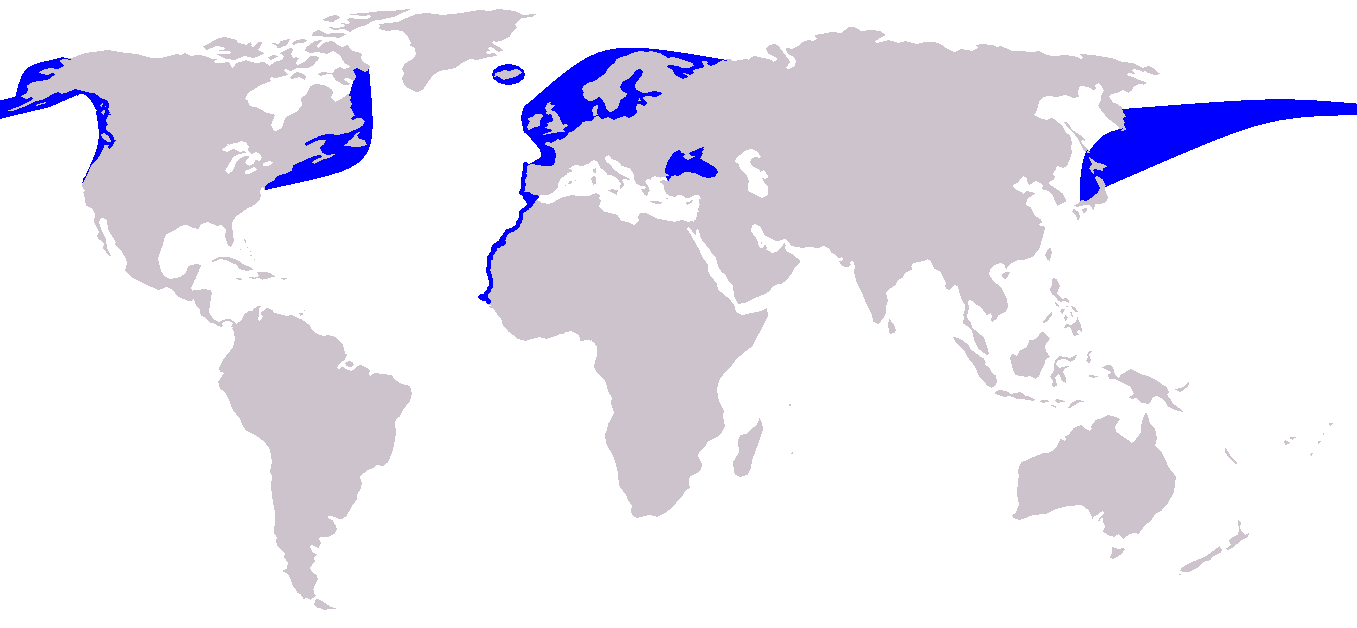
Gewöhnlicher Schweinswal
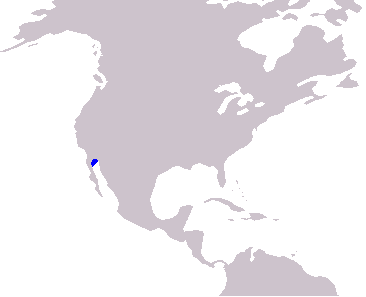
Kalifornischer Schweinswal
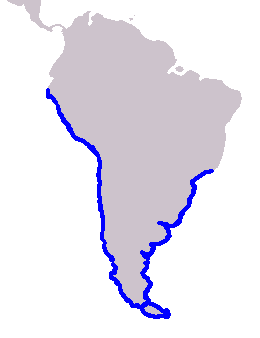
Burmeister-Schweinswal